# 가미쓰정
가미쓰정(神津町)은 오사카부 니시나리군에 설치되었던 정이다. 현재의 오사카시 요도가와구에 해당한다.

## 역사
- 1889년 4월 1일 - 정촌제 시행에 의해 니시나리군 가미쓰촌이 성립하였다.
- 1922년 7월 15일 - 정으로 승격해 가미쓰정이 되었다.
- 1925년 4월 1일 -  오사카시 제2차 시역 확장으로 신설된 히가시요도가와구에 편입되었다.

## 참고문헌
- 『角川日本地名大辞典 27（大阪府）』（角川書店、1983年） ISBN 978-4-04-001270-4